# Dąbia Stara (gromada)
Dąbia Stara (do 30 XII 1962 Niwa Babicka; w latach 1970. Stara Dąbia) – dawna gromada, czyli najmniejsza jednostka podziału terytorialnego Polskiej Rzeczypospolitej Ludowej w latach 1954–1972.
Gromady, z gromadzkimi radami narodowymi (GRN) jako organami władzy najniższego stopnia na wsi, funkcjonowały od reformy reorganizującej administrację wiejską przeprowadzonej jesienią 1954 do momentu ich zniesienia z dniem 1 stycznia 1973, tym samym wypierając organizację gminną w latach 1954–1972.
Gromadę Dąbia Stara z siedzibą GRN w Dąbi Starej (w obecnym brzmieniu Stara Dąbia) utworzono 31 grudnia 1962 w powiecie ryckim w woj. warszawskim w związku z przeniesieniem siedziby GRN gromady Niwa Babicka z Niwy Babickiej do Dąbi Starej i zmianą nazwy jednostki na gromada Dąbia Stara.
W latach 1970. jednostka figuruje pod nazwą gromada Stara Dąbia.
Gromada przetrwała do końca 1972 roku, czyli do kolejnej reformy gminnej.